# El retrato del Sr. W.H.

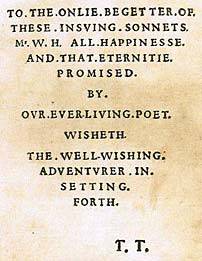
La dedicatoria al Sr. W.H. en la primera edición de los sonetos

El retrato del Sr. W.H. es una historia escrita por Oscar Wilde, publicada por primera vez en la revista Blackwood's Magazine en 1889. Fue posteriormente añadida a la colección El crimen de lord Arthur Savile y otras historias, aunque no figura en ediciones anteriores.
La historia relata el intento por descubrir la identidad del Sr. W.H., el enigmático dedicatario de los Sonetos (Shakespeare). Se encuentra basado en la teoría de Thomas Tyrwhitt, quien señala que los Sonetos fueron dirigidos hacia un tal Willie Hughes, representado en la historia como un niño que se dedica a la actuación, especializado en representar mujeres en la compañía de Shakespeare. Esta teoría depende de la suposición de que el dedicatario es también el Noble Joven, quien es sujeto de múltiples de sus poemas. La única evidencia de esta teoría son numerosos sonetos (como el Soneto 20) que realizan un juego de palabras en las palabras 'Will' y 'Hues'.

## Argumento
La historia de Wilde se narra a través del amigo de un hombre llamado Erskine, quien se encuentra consternado por la teoría Hughes. Erskine había escuchado hablar de dicha teoría a través de Cyril Graham, quien había intentado persuadir a Erskine sobre ella, pero Erskine se encontraba frustrado por la falta de evidencia histórica sobre la existencia de Willie Hughes. Graham intentó encontrar dicha evidencia, pero fracasó. En vez de ello, falsificó un retrato de Hughes en el que este es representado con su mano en un libro en el que se observa la dedicatoria de los sonetos. Erskine es convencido a través de esta evidencia, pero después descubre que el retrato resulta ser falso; un descubrimiento que lo lleva a dudar nuevamente sobre la existencia de Willie Hughes. Graham todavía cree en la teoría y, para probarlo, se dispara a sí mismo.
Erskine recuenta estos eventos al narrador, quien se impresiona ante la teoría de Willie Hughes y comienza con su propia investigación hasta convencerse, sin duda alguna, de que Willie Hughes fue no solo una persona real, sino que también el sujeto de los sonetos. Él presenta esta evidencia a Erskine pero después se despoja de ella, dejando de creer en su realidad.
Sin embargo, Erskine renueva su creencia en dicha teoría y se propone a encontrar el rastro de Willie Hughes; empero, al igual que Graham, no encuentra evidencia útil. El narrador mantiene que no existía algo que encontrar, siendo que Hughes nunca existió. Erskine le envía una carta en la que le menciona que la verdad yace frente a él y, como prueba de su fe en ella, se suicida. Posteriormente, su amigo se dirigiría a su hotel en Cannes para encontrar a Erskine muerto.
Él asume que Erskine se había suicidado, como Graham, pero el doctor le menciona que la causa real de la muerte había sido una enfermedad de la que Erskine tenía conocimiento desde hace algunos meses; él había ido a Cannes específicamente para morir. Erskine le deja a su amigo el retrato del Sr. W.H., el cual coloca en su casa. Mucha gente hace comentarios sobre el retrato, pero el narrador jamás menciona su historia y algunas veces se pregunta a sí mismo si, después de todo, éste es verdadero. 

## Influencia
No se sabe si Oscar Wilde era creyente de la teoría mencionada en la historia. Su amante, Lord Alfred Douglas llegó a mencionar que éste sí lo hacía. Samuel Butler aceptó algunos aspectos de ella, considerando el nombre de 'Will Hughes' como una "conjetura plausible".
La historia de Wilde pudo haber ejercido influencia en John Masefield, cuyo libro "Shakespeare y la vida espiritual" (1924) sugiere que el Noble Joven era un actor lo suficientemente delicado y pequeño para interpretar partes como el del niño-sirviente Moth en Trabajos del amor perdidos y el duende Ariel en La Tempestad. Él creía que incluso pudo haber sido un símbolo para el genio creativo de Shakespeare.
En la novela de James Joyce, Ulises, un personaje llamado Sr. Best menciona que la teoría de Oscar Wilde es una "de la más brillantes" identificaciones. André Gide también expresó su aprobación, mencionando que la teoría era "la única, no solo plausible, pero posible interpretación".
En la novela de George Sylvester, "Mis primeros dos mil años", el protagonista, el Judío Errante, observa una presentación hecha por Willie Hughes, quien es "positivamente tan encantador como Julieta". Él aprende que Shakespeare había dedicado algunos de sus sonetos al niño-actor, pero después, cuando lo conoce, descubre que el niño resultas ser una niña disfrazada. Shakespeare sabía esto, y la niña admite que ese es el motivo por el cual la llama "el dueño-dueña de mi pasión".